# Canton (Texas)
Canton is een plaats (city) in de Amerikaanse staat Texas, en valt bestuurlijk gezien onder Van Zandt County.

## Demografie
Bij de volkstelling in 2000 werd het aantal inwoners vastgesteld op 3292.
In 2006 is het aantal inwoners door het United States Census Bureau geschat op 3637, een stijging van 345 (10,5%).

## Geografie
Volgens het United States Census Bureau beslaat de plaats een oppervlakte van
14,6 km², waarvan 13,5 km² land en 1,1 km² water. Canton ligt op ongeveer 154 m boven zeeniveau.

## Plaatsen in de nabije omgeving
De onderstaande figuur toont nabijgelegen plaatsen in een straal van 24 km rond Canton.